# Gran Premio di Castrocaro Terme 1968
Il Gran Premio di Castrocaro Terme 1968, nona edizione della corsa, si svolse il 23 giugno 1968 su un percorso di 77,52 km disputati a cronometro. La vittoria fu appannaggio dell'italiano Felice Gimondi, che completò il percorso in 1h57'53", precedendo il belga Eddy Merckx ed il connazionale Vittorio Adorni.
Sul traguardo di Castrocaro Terme 9 ciclisti portarono a termine la competizione.

## Ordine d'arrivo (Top 9)
| Pos. | Corridore          | Squadra        | Tempo    |
| ---- | ------------------ | -------------- | -------- |
| 1    | Felice Gimondi     | Salvarani      | 1h57'53" |
| 2    | Eddy Merckx        | Faema          | a 1'11"  |
| 3    | Vittorio Adorni    | Faema          | a 2'00"  |
| 4    | Ole Ritter         | Germanvox-Wega | a 4'03"  |
| 5    | Jacques Anquetil   | Bic            | a 5'22"  |
| 6    | Attilio Benfatto   | Kelvinator     | a 7'17"  |
| 7    | Giancarlo Ferretti | Salvarani      | a 8'34"  |
| 8    | Domenico Mazzanti  | G.B.C.         | a 13'55" |
| 9    | Renato Laghi       | Germanvox-Wega | a 17'18" |